# Amazone-varkenssnuitskunk
De amazone-varkenssnuitskunk (Conepatus semistriatus) is een roofdier uit de familie Mephitidae. Het is een van de vijf soorten van het geslacht Conepatus.

## Kenmerken
Over de donkere rug lopen twee lichte strepen. De snuit vertoont veel overeenkomsten met die van een varken: onbehaard, breed en vrij lang. De lichaamslengte bedraagt ongeveer 40 cm met een staart lengte van 28 cm.

## Verspreiding
Het verspreidingsgebied van de amazone-varkenssnuitskunk loopt van Mexico in het noorden tot het Amazoneregenwoud van Peru en Brazilië in het zuiden. Deze soort leeft in open bosgebieden.